# ガズィアンテプ
ガズィアンテップ（Gaziantep [ɡaːˈziantep], ガジアンテプ、ガジアンテップ、ガーズィアンテプとも）はトルコ共和国南東部の都市。ガズィアンテプ県の県都で、2012年以降のガズィアンテプ大都市自治体とガズィアンテプ県は同一の範囲である。2000年の人口は853,513人。かつてはアインタブ (Aintab)と呼ばれ、現在でも非公式にアンテプ (Antep [ˈantep]) と呼ばれることがある。

## 歴史
古くはヒッタイトの都市であった。シリア地方との交易の中継地として栄えたが、ペルシア、ローマ帝国、ビザンティン帝国、アルメニア王国、十字軍、オスマン帝国などさまざまな勢力の支配を経験した。
第一次世界大戦の後、オスマン帝国の解体に伴い、フランス軍が進駐した。
祖国解放戦争中、フランス軍に包囲されていた住民の勇敢な戦いぶりを記念し、トルコ大国民議会は、1921年2月6日付93号法により、「戦士」を意味するガーズィ (Gazi) の称号が贈り、ガズィアンテプとしたが、2月9日、町は包囲に耐えかねて降伏した。
その後、1921年10月20日に調印されたアンカラ条約の第3条に従い、同第8条の定めるラインまで撤退することとなり、12月25日、フランス軍はガズィアンテプを後にした。
1923年のローザンヌ条約によって正式にトルコに返還された。
1987年にカズィアンテプ市は大都市自治体に指定され、シェヒトカミルとシャヒンベイという2つの区が設置された。2004年の指定範囲拡大により、大都市自治体は知事室の周囲半径30kmまでに拡大し、範囲内にある自治体は全てカズィアンテプ市の区となった。
2011年9月9日、世界最大のモザイク博物館となるゼウグマ・モザイク博物館が開館。この地域の観光シンボルとなっている。
2012年の行政区画改編により、ガズィアンテプ大都市自治体とガズィアンテプ県は同一の範囲となっている。
2023年2月6日、トルコ・シリア地震が発生。震源地に近かったことから大きな揺れに見舞われ、城壁の一部などが破損した。

## 地理
トルコ南部に位置し、ガズィアンテプ県はシリアと国境を接する。アインタブ高原 (Aintab plateau) にあり、海抜838mの高地にある。地中海から約110km内陸に位置する。周辺には人口湖やダム（ダム湖）が建設されている。

## 気候
ケッペンの気候区分では、地中海性気候に区分され、冬に雨が多くみられる。夏は晴れて乾燥し、気温が昼間は非常に高くなる。
| ガズィアンテプ(1970-2011)の気候                  | ガズィアンテプ(1970-2011)の気候 | ガズィアンテプ(1970-2011)の気候 | ガズィアンテプ(1970-2011)の気候 | ガズィアンテプ(1970-2011)の気候 | ガズィアンテプ(1970-2011)の気候 | ガズィアンテプ(1970-2011)の気候 | ガズィアンテプ(1970-2011)の気候 | ガズィアンテプ(1970-2011)の気候 | ガズィアンテプ(1970-2011)の気候 | ガズィアンテプ(1970-2011)の気候 | ガズィアンテプ(1970-2011)の気候 | ガズィアンテプ(1970-2011)の気候 | ガズィアンテプ(1970-2011)の気候 |
| 月                                               | 1月                             | 2月                             | 3月                             | 4月                             | 5月                             | 6月                             | 7月                             | 8月                             | 9月                             | 10月                            | 11月                            | 12月                            | 年                              |
| ------------------------------------------------ | ------------------------------- | ------------------------------- | ------------------------------- | ------------------------------- | ------------------------------- | ------------------------------- | ------------------------------- | ------------------------------- | ------------------------------- | ------------------------------- | ------------------------------- | ------------------------------- | ------------------------------- |
| 平均最高気温 °C （°F）                           | 8.0 (46.4)                      | 9.6 (49.3)                      | 14.3 (57.7)                     | 19.9 (67.8)                     | 25.7 (78.3)                     | 31.5 (88.7)                     | 35.6 (96.1)                     | 35.6 (96.1)                     | 31.4 (88.5)                     | 24.4 (75.9)                     | 16.2 (61.2)                     | 10.0 (50)                       | 21.85 (71.33)                   |
| 平均最低気温 °C （°F）                           | −0.8 (30.6)                     | 0.1 (32.2)                      | 3.2 (37.8)                      | 7.5 (45.5)                      | 12.0 (53.6)                     | 17.1 (62.8)                     | 21.0 (69.8)                     | 21.0 (69.8)                     | 16.3 (61.3)                     | 10.5 (50.9)                     | 4.5 (40.1)                      | 1.1 (34)                        | 9.46 (49.03)                    |
| 降水量 mm （inch）                               | 90.2 (3.551)                    | 83.3 (3.28)                     | 74.0 (2.913)                    | 54.0 (2.126)                    | 29.3 (1.154)                    | 7.5 (0.295)                     | 6.2 (0.244)                     | 6.0 (0.236)                     | 7.3 (0.287)                     | 38.7 (1.524)                    | 68.3 (2.689)                    | 93.6 (3.685)                    | 558.4 (21.984)                  |
| 平均降雨日数                                     | 12.3                            | 12.3                            | 12.1                            | 10.6                            | 6.8                             | 2.0                             | 0                               | 0                               | 1.5                             | 6.5                             | 8.7                             | 11.9                            | 84.7                            |
| % 湿度                                           | 72                              | 68                              | 63                              | 61                              | 54                              | 45                              | 37                              | 38                              | 45                              | 56                              | 68                              | 71                              | 56.5                            |
| 平均月間日照時間                                 | 117.8                           | 124.7                           | 170.5                           | 213.0                           | 279.0                           | 348.0                           | 347.2                           | 319.3                           | 273.0                           | 223.2                           | 165                             | 117.8                           | 2,698.5                         |
| 出典1：Devlet Meteoroloji İşleri Genel Müdürlüğü |                                 |                                 |                                 |                                 |                                 |                                 |                                 |                                 |                                 |                                 |                                 |                                 |                                 |
| 出典2：Weatherbase                               |                                 |                                 |                                 |                                 |                                 |                                 |                                 |                                 |                                 |                                 |                                 |                                 |                                 |

## 経済

### 農業と畜産
ピスタチオが有名である。ピスタチオはトルコ語でAntep fıstığıで、直訳するとアンテプ（ガズィアンテプの旧称）の種実類となる。他にも広大なブドウ畑やオリーブ畑がある。
畜産では羊の飼育が盛んである。

### 産業
綿、アクリル繊維、絨毯、小麦、セモリナ、パスタ、食料品、植物油、プラスチック、洗剤、皮革製品などが生産されている。

### 鉱業
ボーキサイト、鉄鉱石、ドロマイト、リン鉱石、銀、クロム、石炭、天然ガス、石油が採掘されている。

## 交通

### 空港
- ガズィアンテプ空港 (Oğuzeli Airport)

### 路面電車
- ガズィアンテプ・トラム

## 教育
- ガズィアンテプ大学（英語版）
- Zirve University
- Sanko University

## スポーツ
ガズィアンテプをホームとするサッカークラブがある。
- ガズィアンテプFK
- ガズィアンテプスポル

## 姉妹都市
- デュースブルク、ドイツ
- ルートヴィヒスハーフェン・アム・ライン、ドイツ
- 城南市、大韓民国
- 北ニコシア、北キプロス
- アレッポ、シリア
- カールスタード、スウェーデン
- クウェート市、クウェート
- ナイメーヘン、オランダ
- マイコープ、ロシア